# Ford Landau Galaxie 500 e Limousine Willys Itamaraty Executivo
O Ford Landau Galaxie 500 e a Limousine Willys Itamaraty são dois veículos executivos tombados como patrimônio histórico de Mato Grosso, expostos no salão de entrada do Palácio Paiaguás. O Landau Galaxie 500 foi lançado em 1977, tornando-se imediatamente um carro de luxo e grande prestígio em meio à elite social brasileira, tendo sido muito usado pelo governo estadual de Mato Grosso em viagens e visitas oficiais. Já o Willys Itamaraty, entretanto, é o que desperta mais interesse no público e para os historiadores do estado. O veículo foi demonstrado no 5.° Salão do Automóvel de São Paulo em 12 de dezembro de 1966 e adquirido pelo Estado no ano seguinte. Trata-se de uma edição limitada extremamente rara, com apenas 27 exemplares produzidos e apenas o de Mato Grosso tendo sido mantido pelo governo. O Itamaraty também foi usado em visitas oficiais, embora mais proficuamente quando de presidentes, nos desfiles de 7 de setembro ou em posse dos então governadores do estado.